# انتخابات شورای شهر ایروان (۲۰۲۳)
انتخابات شورای شهر ایروان (انگلیسی: 2023 Yerevan City Council election) در ۱۷ سپتامبر ۲۰۲۳ برگزار شد. [۱] شورای شهر ایروان متشکل از ۶۵ عضو، از جمله شهردار و معاون اول شهردار است که از طریق سیستم انتخاباتی نسبی انتخاب می‌شوند. اعضای شورای شهر برای مدت پنج سال انتخاب می‌شوند.
انتخابات کمترین میزان مشارکت در تاریخ ایروان را داشت. قرارداد مدنی با کسب ۲۴ کرسی با ۳۲٫۶۰ کرسی درصد آرا، بسیار کمتر از اکثریت ۴۰ درصدی لازم برای انتخاب خودکار شهردار توسط رهبر آنها، و متحد سابق آنها هانراپتوتیون 8 را به دست آورد؛ بنابراین، این دو با هم دارای ۳۲ کرسی از ۶۵ کرسی هستند که در غیر این صورت، یک کرسی کمتر از اکثریت مورد نیاز شورا برای انتخاب شهردار است، در حالی که احزاب مخالف ۳۳ کرسی دیگر را در اختیار داشتند. این امر منجر به به دار آویختن شورای شهر ایروان شد و پس از اعلام نتایج اولیه مشخص نبود که شهردار بعدی ایروان چه کسی خواهد بود. [۱]

## اهمیت انتخابات شورای شهر
بیش از یک سوم از رای‌دهندگان ارمنستان (۸۲۴٫۲۵۰ نفر) در ایروان، پایتخت این کشور زندگی می‌کنند و این بزرگ‌ترین انتخابات محلی در ارمنستان است. اندازه و نفوذ سیاسی ایروان بیشتر بر اهمیت این انتخابات تأکید کرد، که بسیاری از ناظران آن را ارزیابی میان دوره ای از نخست‌وزیر نیکول پاشینیان و حزب حاکمش پیش از انتخابات پارلمانی بعدی که در سال ۲۰۲۶ برگزار می‌شود، می [۱] علاوه بر این، این انتخابات در یک محیط سیاسی ناآرام برگزار شد که به دلیل درگیری ارمنستان با آذربایجان بر سر قره‌باغ کوهستانی تشدید شد. [۲] کارن هاروتونیان، رئیس سیویل نت، اهمیت انتخابات را اینگونه توصیف کرد. «انتخابات ایروان آزمون مهم اعتماد به نفس برای پاشینیان خواهد بود، کسی که مدعی است اختیارات کامل مردم برای حل مشکل جمهوری آرتساخ را به هر قیمتی دارد. این نیز آزمونی برای دموکراسی نوپای ارمنستان خواهد بود.»

## کمپین
نامزد شهرداری حزب حاکم تیگران آوینیان است که از سال ۲۰۲۲ معاون شهردار بوده است. او از زمان استعفای هراچیا سارگسیان در مارس ۲۰۲۳ به دلیل محبوبیت پایین به عنوان شهردار موقت خدمت کرده است و بنابراین به عنوان مجری اصلی اصلاحات در شهر در کانون توجه قرار گرفته است و این شانس را داشته است که حمایت رای‌دهندگان را جلب کند. انتصاب آوینیان بحث‌برانگیز بود زیرا روند عادی جایگزینی سارگسیان دور زده شد. قانون انتخابات یک جلسه ویژه شورای شهر را در ظرف یک ماه برای پرکردن جای خالی خواسته بود. پس از استعفای سارگسیان، یک جلسه ویژه برای ۱۱ آوریل تشکیل شد. با این حال، هنگامی که روز فرا رسید، هیچ‌یک از اعضای شورای شهر به جز لوون هوانیسیان، معاون شهردار، که قبلاً به عنوان سرپرست موقت شهردار مشغول به کار بود، حاضر نشدند.[نیاز به منبع] بدون کسب حد نصاب، روحانی اعلام کرد که جلسه ترتیبی ندارد و به تعویق افتاد. از آن تاریخ، شورای شهر به جلسات منظم خود ادامه داده است، اما دیگر هرگز موضوع انتخاب شهردار جدید را در دستور کار قرار نداده است. هوانیسیان به عنوان سرپرست موقت شهردار ادامه داد، در حالی که ناظران عنوان کردند که تیگران آوینیان مسئول این امر است. این به این دلیل بود که شورای شهر آوینیان را رسماً به عنوان شهردار جدید منصوب نکرد زیرا او در لیست نامزدهای سال ۲۰۱۸ نبود. [۱]
رقیب اصلی آوینیان، هایک ماروتیان، نامزد مخالفان و شهردار سابق بود. ماروتیان، نامزد سابق شهردار ائتلاف قدم من، پس از انتخابات شورای شهر ایروان در سپتامبر ۲۰۱۸ با حمایت پیمان مدنی و رهبر آن نیکول پاشینیان، که پنج ماه قبل در انقلاب مخملی به قدرت رسیده بود، با پیروزی به عنوان شهردار انتخاب شد. . ماروتیان در اواخر سال ۲۰۲۰، پس از جنگ دوم قره‌باغ، قرارداد مدنی را ترک کرد. اعضای شورای حزب حاکم او را یک سال بعد، پس از ایراد اتهامات متعدد علیه نخبگان حاکم، از جمله سوء استفاده از بودجه و صدور مجوزهای ساخت و ساز غیرقانونی، برکنار کردند. پس از کناره‌گیری از سمت خود، با اجرای یک استندآپ روتین با عنوان «شهردار» دربارهٔ تجربه قدرت و مشکلاتش با تیم حاکم، به کمدی بازگشت. او در صدر فهرست حزب پیشرفت ملی قرار گرفت که شامل چندین عضو فعلی و سابق شورای شهر است که پس از جدایی او از حزب حاکم از او حمایت کردند. ماروتیان با رقبای اصلی سنتی حزب حاکم، حزب جمهوری‌خواه (که از سال ۱۹۹۸ تا ۲۰۱۸ بر ارمنستان حکومت کرد) و متحدانش که نتوانسته‌اند در دوران پس از جنگ چالشی جدی برای قراردادهای مدنی ایجاد کنند، عمدتاً به دلیل اتهامات فساد در دوران پس از جنگ، ارتباط نداشت. دوران قدرت آنها [۱]
ائتلاف ارمنستان انتخابات را تحریم کرد و گفت که این انتخابات با توجه به چالش‌های امنیتی شدیدی که ارمنستان و همچنین قره‌باغ کوهستانی با آن روبرو هستند، مهم نبود. در پاسخ، آندرانیک تونیان، نماینده پارلمان ارمنستان، با تحریم مخالفت کرد و از مجلس ملی استعفا داد و یک بلوک جدید انتخاباتی به نام ائتلاف مادر ارمنستان را برای نامزدی برای شهرداری تشکیل داد. او تصمیم خود برای نامزدی را اینگونه توصیف کرد که «پیروزی مخالفان در ایروان راه را برای تغییر رژیم در کشور هموار می‌کند». در واکنش به تشکیل ارمنستان مادر، اتحاد ارمنستان از معرفی نامزدها خودداری کرد و همراه با رئیس‌جمهور سابق رابرت کوچاریان و فدراسیون انقلابی ارمنستان، اتحاد مادر ارمنستان را تأیید کرد. [۱] در همین حال، حزب کشور زردآلو و حزب ارمنستان روشنفکر و همچنین یک عضو از اتحادیه ملی دمکراتیک به اتحاد مادر ارمنستان پیوستند.
فدراسیون انقلابی ارمنستان اعلام کرد که فهرست جداگانه ای از نامزدها ارائه نخواهد کرد و از احزاب مخالف قرارداد مدنی حمایت خواهد کرد. [۱]
مانه تاندیلیان، وزیر سابق کار و امور اجتماعی ارمنستان و نامزد حزب کشور زنده، اعلام کرد که این انتخابات مهم است زیرا اولین گام برای تغییر رژیم در ارمنستان است. [۱]
در آوریل ۲۰۲۳، سه نفر از اعضای حزب ندای عمومی دستگیر شدند و پیگرد عمومی کیفری علیه واردان قوکاسیان و آرتاک گالستیان، چهره‌های اصلی این حزب، به دلیل اخاذی در این گروه آغاز شد. [۱] [۲] علیرغم تحقیقات جنایی در حال انجام، این حزب در نهایت آرتاک گالستیان را به عنوان نامزد شهرداری خود در آستانه انتخابات معرفی کرد. این حزب همچنین اعلام کرد که نام اعضای اتحاد میانه‌روهای مترقی در برگه رای آنها قرار خواهد گرفت. [۳]
در ژوئن ۲۰۲۳، حزب اروپایی ارمنستان و حزب سوسیال دموکرات هانچاکیان یک اتحاد انتخاباتی به نام ایروان باوقار تشکیل دادند. این اتحاد کارن سارگسیان را به عنوان نامزد خود برای پست شهردار ایروان معرفی کرد. [۱] با این حال، این اتحاد در اوت ۲۰۲۳ قبل از انتخابات منحل شد. حزب اروپایی ارمنستان بعداً تأیید کرد که به‌طور مستقل در انتخابات شرکت خواهد کرد و تیگران خزمالیان، رهبر حزب را به عنوان نامزد شهرداری خود معرفی کرد.

## Conduct

### جنجال‌های تبلیغاتی قبل از انتخابات
دفتر مدافع حقوق بشر در جریان مبارزات انتخاباتی روند انتخابات را زیر نظر داشت. کارگروهی تشکیل شد که «حدود ۵۰۰ نشریه در رسانه‌ها و شبکه‌های اجتماعی در مورد موارد ادعایی نقض قانون انتخابات» را بررسی کرد. بر اساس نتایج پایش، تخلفات ادعایی متوجه حزب حاکم قرارداد مدنی با سوء استفاده از منابع اداری، تلاش برای جلب منافع مالی مردم برای شرکت در جلسات پیش از انتخابات، موارد اجبار به شرکت در آنها و مواردی «ممانعت از فعالیت خبرنگاران و ناظران». دفتر بازپرس گزارش می‌دهد که تمام موارد نقض ادعا شده به دفتر دادستانی کل، وزارت امور داخلی، دفتر شهردار ایروان و سایر نهادهای مسئول در انتخابات گزارش شده است. [۱]
هزاران نفر در راهپیمایی نهایی مبارزات انتخاباتی قرارداد مدنی به رهبری آوینیان و همچنین پاشینیان و اعضای دولت و تیم سیاسی او در ایروان راهپیمایی کردند. دو گروه نظارت بر انتخابات محلی گزارش دادند که شکایات متعددی دریافت کرده‌اند مبنی بر اینکه افرادی که برای ارگان‌های دولتی محلی، مدارس و سایر نهادهای عمومی کار می‌کنند از سوی مافوق‌هایشان دستور داده شده تا در این تجمع شرکت کنند. [۱] قرارداد مدنی در پاسخ گزارش‌ها مبنی بر اجبار کارمندان بخش دولتی برای حضور در مبارزات انتخاباتی را تکذیب کرد. آوینیان به‌طور خاص ویدئویی را رد کرد که نشان می‌داد تمام کارکنان مدارس، مهدکودک‌ها و ارگان‌های دولتی محلی در یکی از این تجمعات که در منطقه نور نورک شهر برگزار شد، شرکت کردند. [۲]

## روز انتخابات
پس از پایان انتخابات، وهاگن هواکیمیان، رئیس کمیسیون مرکزی انتخابات گفت: «کمپین انتخاباتی درست و آرام بود»، مثل همیشه مشکلات زیادی وجود نداشت. وی تأکید کرد: درضمن صحبت از تخلفات ثبت شده نیست، بلکه در مورد سیگنال‌های آلارم صحبت می‌کنیم، ۷۰ تا ۸۰ درصد سیگنال‌هایی که دریافت کرده‌ایم اشتباه بوده است، یعنی بررسی آنها تخلفی را نشان نداده است. [۱] وی همچنین به‌طور مختصر به میزان کم سابقه مشارکت مردم اشاره کرد. وی تصریح کرد: می‌توانم بگویم پویایی حضور در انتخابات گذشته پایین آمده است. [۲]
هوواکیمیان، نماینده سابق قرارداد مدنی نخست‌وزیر، اهمیت مشارکت کم را نادیده گرفت. وی گفت: «به عنوان فردی که دانش حرفه ای در مورد فرآیندهای انتخاباتی دارم، می‌توانم بگویم که انتخابات آزاد و دموکراتیک از میزان مشارکت پایینی در سراسر جهان برخوردار است.» تیگران آوینیان، همچنین پیشنهاد کرد که مشارکت کم مردم به دلیل پاک بودن آرا پس از انداختن رای خود در روز یکشنبه بوده است. [۱]
یک هیئت ۹ نفره ناظر بر انتخابات از شورای اروپا، ۱۱۳ شعبه رای‌گیری را که به‌طور تصادفی انتخاب شده بودند در تمام مناطق ایروان از باز شدن تا بسته شدن و شمارش آرا مشاهده کردند. تیم ناظر قبل از انتخابات با سهامداران کلیدی انتخابات و نمایندگان دستگاه دیپلماسی، رسانه‌ها، سازمان‌های غیردولتی و همچنین نامزدهای احزاب شرکت کننده در انتخابات جلساتی برگزار کرده بود. در مجموع، این هیئت، انتخابات را مطابق با استانداردهای بین‌المللی ارزیابی کرد و از یک روز انتخاباتی آرام، آرام و با مدیریت خوب و بدون حوادث یا ناهنجاری‌های عمده خبر داد. این هیئت خاطرنشان کرد که با حمایت نمایندگان کمیسیون مرکزی انتخابات (CEC)، دستگاه‌ها و دوربین‌های احراز هویت رای‌دهندگان به‌طور یکپارچه در طول روز رای‌گیری کار می‌کردند و فرصت‌های تقلب را کاهش می‌دادند و اعتماد رای‌دهندگان را در روند انتخابات تقویت می‌کردند. همچنین از تغییر برگه‌های رای که به افزایش خوانایی و کاهش امکان رای‌گیری چرخ و فلک کمک کرد، استقبال کرد. [۱]

## نتایج
کمیسیون مرکزی انتخابات (CEC) گزارش داد که ۲۸٫۴۳ درصد از ۸۲۴۲۵۰ رای‌دهنده واجد شرایط در ایروان رای دادند که کمترین رقم ثبت شده در این شهر است. برخی از اعضای ارشد جناح‌های اپوزیسیون مشارکت کم رای‌دهندگان و عملکرد بدتر از حد انتظار حزب حاکم را به عنوان یک شکست بزرگ برای پاشینیان به تصویر کشیدند. آنها مدعی شدند که نتیجه انتخابات باعث تسریع سقوط او خواهد شد. [۱]
نتیجه اولیه به حزب حاکم قرارداد مدنی به رهبری آوینیان، ۲۴ کرسی از ۶۵ کرسی شورا، با ۳۳ درصد آرا، از دست دادن اکثریت مطلق و کاهش نسبت به انتخابات قبلی در سال ۲۰۱۸، زمانی که هایک ماروتیان در صدر فهرست حزب قرار گرفت، به دست آورد. با کسب ۸۱ درصد آرا. پیشرفت ملی به رهبری شهردار سابق ماروتیان با ۱۴ کرسی و ۱۹ درصد آرا در جایگاه دوم قرار گرفت. اتحاد مادر ارمنستان به رهبری آندرانیک تونیان ۱۵ درصد آرا و ۸ کرسی را به دست آورد. هانراپتوتیون، شریک سابق ائتلافی قرارداد مدنی که توسط آرام سارگسیان تأسیس شده بود، و به رهبری آرتاک زینالیان، ۱۱ درصد و ۸ کرسی را به دست آورد. صدای عمومی، که توسط وارطان قوکاسیان، تأثیرگذار رسانه‌های اجتماعی محبوب و تحت تعقیب پلیس ارمنستان از ماه مه تأسیس شد، ۱۰ درصد آرا و هفت کرسی را به دست آورد. [۱] [۲]

## عواقب
قرارداد مدنی و متحد سابق هانراپتوتیون با هم ۳۲ کرسی از ۶۵ کرسی را به دست آوردند که یکی کمتر از اکثریت بود، در حالی که احزاب مخالف ۳۳ کرسی دیگر را در اختیار داشتند. این امر منجر به معلق ماندن شورای شهر ایروان شد و پس از اعلام نتایج اولیه مشخص نبود که شهردار بعدی ایروان چه کسی خواهد بود. [۱]
در ۱۸ سپتامبر، وارطان قوکاسیان، رهبر صدای عمومی، از هایک ماروتیان، رهبر پیشرفت ملی و رهبر اتحاد مادر ارمنستان، آندرانیک تونیان درخواست کرد. در مجموع، این سه نفر اکثریت شورا را خواهند داشت و می‌توانند شهردار بعدی را انتخاب کنند. غوکاسیان گفت که مخالفتی با ماروتیان یا تونیان به عنوان شهردار ندارد. او همچنین حدس زد که هانراپتوتیون که زینالیان نامزد شهرداری آن در سال‌های ۲۰۱۸–۲۰۱۹ وزیر دادگستری نیکول پاشینیان بود، به احتمال زیاد طرف قرارداد مدنی خواهد بود. [۱] تونیان گفت که نتیجه انتخابات شورای شهر ایروان تأیید کرد که حزب قرارداد مدنی نخست‌وزیر نیکول پاشینیان «از اعتماد عمومی برخوردار نیست.» [۲] پاشینیان و تیگران آوینیان شخصاً در مورد نتیجه انتخابات اظهار نظر نکردند، و این باور عمومی را تقویت کرد که این یک شکست جدی است که می‌تواند برای آینده سیاسی نخست‌وزیر عواقبی داشته باشد. [۳]
با این حال، هایک گریگوریان، دومین نفر در فهرست پیشرفت ملی، اظهار داشت که در تشکیل ائتلاف مخالف تردید دارد، زیرا معتقد است «تنها ممکن» ائتلاف ممکن بین قرارداد مدنی و هانراپتوتون خواهد بود. [۱] تونیان مقامات را متهم کرد که قصد دارند در ۴۷۵ شعبه رای‌دهی مجدداً آرا را بازشماری کنند و از طریق جعل نتایج انتخابات را بازبینی کنند تا یک کرسی دیگر را به دست آورند که به آنها اکثریت (احتمالاً در ائتلاف با حزب هانراپتوتیون) و امکان انتخاب نامزد خود را می‌دهد. به عنوان شهردار ایروان وی از شهروندان خواست برای اعتراضات آماده باشند. [۲]
شورای شهر جدید جلسه افتتاحیه خود را در ۱۰ اکتبر ۲۰۲۳ برگزار کرد. [۱] تیگران آوینیان به عنوان شهردار ایروان انتخاب شد. تنها ۳۷ عضو شورای شهر در رای‌گیری شرکت کردند. آوینیان ۳۲ رای موافق و ۵ رای مخالف کسب کرد. حزب اتحاد مادر ارمنستان و پیشرفت ملی این نشست را تحریم کرد. [۲] بر اساس قوانین ارمنستان، اگر شورا در مدت دو هفته موفق به انتخاب شهردار نمی‌شد، منحل می‌شد و انتخابات جدید مجدداً برگزار می‌شد.

## تجزیه و تحلیل
گزارش EVN پس از نتایج، گزارش داد که ایروان به کثرت‌گراترین محیط سیاسی در اوراسیا تبدیل شده است، با پنج حزب سیاسی که به شورای شهر ایروان وارد شده‌اند و هیچ حزبی بر اکثریت حاکمیت ندارد. این پنج حزب را در سه حوزه مختلف، سه حزب لیبرال پس از انقلاب (قرارداد مدنی، پیشرفت ملی و هانراپتویون)، یک حزب غیرلیبرال قبل از انقلاب (اتحاد مادر ارمنستان) و یک حزب بی‌طرف (صدای عمومی) طبقه‌بندی کرد. در ادامه افزود که انتخابات نشان دهنده انحراف اساسی از روایتی بود که فرهنگ سیاسی ارمنستان را در پنج سال گذشته شکل داده بود: قطبی شدن بین نیروهای سیاسی پیش از انقلاب و پس از انقلاب. این بیانیه بیان کرد که انتخابات نیروهای قبل از انقلاب را به بی ربطی انتخاباتی تبدیل کرده است، زیرا جناح‌های پس از انقلاب مسیر جدیدی از سیاست را در ارمنستان ایجاد کردند. این به پیچیدگی سیاسی جامعه ارمنستان در مورد ترجیحات انتخاباتی افزوده است، اما همچنین به درک دقیق تری از مسیر دموکراتیک ارمنستان و دپولاریزاسیون اجازه می‌دهد. نتیجه‌گیری شد، انتخابات رشد قوی در کثرت گرایی را نشان داد، در حالی که نگرانی‌های مربوط به مشارکت کم و شبحی را که اکثر نظام‌های دموکراتیک را آزار می‌دهد، یعنی بی علاقگی رای‌دهندگان، مطرح کرد. [۱]

چند تن از اعضای منتخب شورای شهر در تظاهراتی در مقابل سفارت روسیه در ایروان علیه انفعال روسیه در درگیری شرکت کردند. [۱]